# JUnit
JUnit – narzędzie służące do tworzenia powtarzalnych testów jednostkowych oprogramowania pisanego w języku Java.
Cechy JUnit:
- metoda najmniejszą jednostką testowania,
- przypadki testowe,
- oddzielenie testów od kodu,
- wiele mechanizmów uruchamiania,
- tworzenie raportów,
- integracja z różnymi środowiskami programistycznymi.

W JUnit 3 testy są wykrywane za pomocą mechanizmu refleksji:
```
 
public
 
class
 
HelloWorld
 
extends
 
TestCase

 
{

   
public
 
void
 
testMultiplication
()

   
{

     
// Testing if 2*2=4:

     
assertEquals
 
(
"Multiplication"
,
 
4
,
 
2
*
2
);

   
}

 
}

```

W JUnicie 4 używane są do tego adnotacje (wprowadzone w Javie 1.5):
```
 
public
 
class
 
HelloWorld

 
{

   
@Test
 
public
 
void
 
testMultiplication
()

   
{

     
// Testing if 2*2=4:

     
assertEquals
 
(
"Multiplication"
,
 
4
,
 
2
*
2
);

   
}

 
}

```